# 말라라이 조야

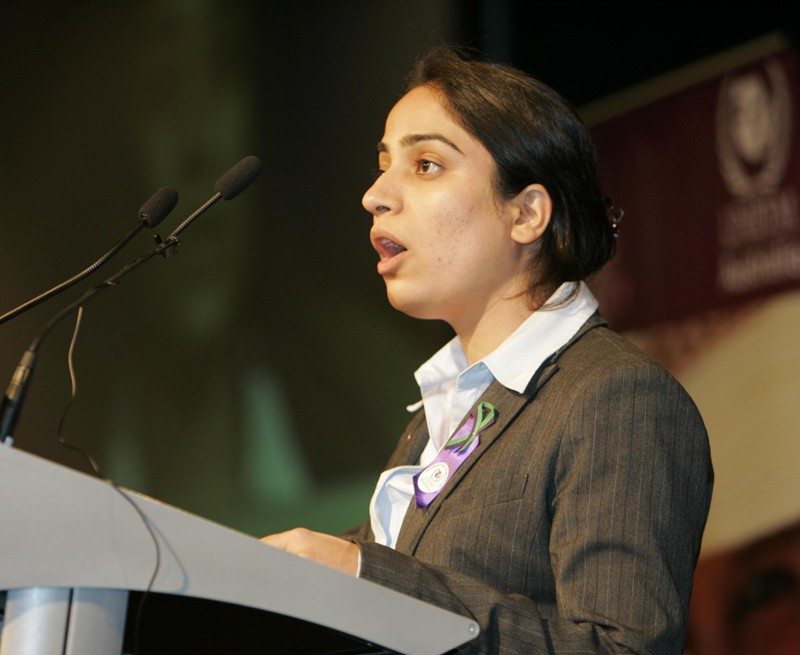

말라라이 조야(Malalai Joya 1979년 4월 25일~)는 아프가니스탄의 여성정치인으로, 전직 국회의원이다. 반군벌 및 여성인권을 위해 힘써 왔다.

## 이력
구소련의 아프가니스탄 침공에 맞서 싸우다 발을 잃은 의학도 아버지의 딸이다. 1982년 그녀가 4살이 되던해에 이란과 파키스탄에 있는 난민캠프로 옮겨갔으며, 파키스탄에서 교육을 받았다. 19세때는 여성문맹퇴치를 위해 교사를 했다. 소련군의 퇴각이후, 그녀는 탈레반 정권하인 1998년에 아프가니스탄으로 돌아왔다. 이 기간 동안 그녀는 고아원과 보건소를 세웠으며, 보수적인 정책으로 여성을 억압한 탈레반에 맞서 목소리를내기 시작했다. 2001년 미국과 나토의 아프가니스탄 침공 이후부터는 미국의 꼭두각시 정권인 카르자이 정부와 정치적 요직을 차지한 군벌들, 그리고 미국과 나토의 점령에 맞선 활동을 활발하게 펼쳤다. 2005년에는 파라 지역을 대표하는 국회의원으로 당선되었다. 하지만 2007년 5월, 텔레비전 방송국과의 인터뷰에서 아프간 국회를 마굿간보다 못하다고 비판한것을 이유로 의원직을 상실했다. 그녀는 아프간 서부의 헤라트와 파라에서 아프가니스탄 여성의 지위향상을 위한 기구(Organisation of Promoting Afghan Women's Capabilities)를 맡고 있다. 2009년에 자서전 <Raising my voice>를 출간했다. 이 책에는 1979년부터 아프가니스탄을 파괴해온 외국의 점령과 저항, 그리고 내전 속에서 살아온 그녀의 이야기가 담겨있다.